# Кваст, Ян Альберт
Ян Альберт Кваст (нидерл. Jan Albert Kwast; 25 апреля 1851, Пюрмеренд — 4 апреля 1918, Апелдорн) — нидерландский дирижёр. Двоюродный брат Джеймса Кваста.
Родился в семье деревенского органиста Якоба Кваста-младшего (1820—1890), представитель третьего поколения музыкальной династии: его дед, Якоб Кваст (1784—1866), с 1810 года работал школьным учителем и органистом в деревне Вогнум (ныне в составе коммуны Медемблик), где создал из местных крестьян высокого уровня смешанный хор, просуществовавший до середины XX века и носивший его имя; именем Якоба Кваста названа улица в Вогнуме.
Учился музыке в Гааге, затем окончил Кёльнскую консерваторию, дебютировал как альтист в амстердамском оркестре под управлением Вильгельма Штумпфа. Затем руководил небольшими музыкальными коллективами в провинциальных нидерландских городах. С 1889 г. в Арнеме, основал Общество Арнемского оркестра (нидерл. Arnhemse Orkest Vereniging) — ныне Арнемский филармонический оркестр — и руководил им до 1893 г., затем работал в Варшаве и Лодзи, а по возвращении на родину в декабре 1896 г. дебютировал за пультом Нидерландской оперы Корнелиса ван дер Линдена, где на протяжении двух последующих сезонов дирижировал такими постановками, как «Дон Жуан» Моцарта, «Трубадур» Верди, «Ромео и Джульетта» и «Фауст» Гуно, «Лакме» Делиба, «Тангейзер» Вагнера, «Сельская честь» Масканьи, «Золотой крест» Игнаца Брюля, «Евангелист» Вильгельма Кинцля. В дальнейшем работал в других оперных труппах Амстердама и Антверпена, в 1904—1910 гг. вновь возглавлял оркестр в Арнеме (одновременно руководя и мужским хором «Аврора»), а с 1910 г. был главным дирижёром оперы и оперетты в амстердамском Театре Рембрандта.